# Rödsjuka
Rödsjuka avser en sjukdom hos djur som orsakas av bakterien Erysipelothrix rhusiopathiae. Sjukdomen är mest känd för att drabba grisar men många andra däggdjur och fåglar kan också drabbas. I Sverige har antalet utbrott av rödsjuka i värphönsflockar ökat. Även människan kan smittas av bakterien vilket dock är ganska sällsynt. Den vanligaste sjukdomsformen hos människan benämns erysipeloid. Det förekommer även att sjukdomen babesios hos nötkreatur kallas rödsjuka.